# Clark’s Town
Clark’s Town – miasto na Jamajce, w regionie Trelawny.